# 投票理論
投票理論は、投票の方式に関する数学である。現在では社会選択理論の一部として扱われることが多い。離散数学の組合せ論の考え方が多く使われる。
問題は大きく分けて2つある。
問題のひとつは、与えられた状況下で、できるだけ最適な投票の方式を見つけることである。よく知られているものには、絶対多数決方式と相対多数決方式などがある。あまり知られていないかもしれないが、ボルダ統計方式、コンドルセ・ウィナー方式などもある。このように多くの投票方式が存在する。ただし、これらの投票の方式は、必要十分条件を考えれば、起こりうる状況すべてで最適とは言えないだろう。
もうひとつの問題は、投票方式の各票の重みに関するものである。1人の人が複数の投票をできるような場合（例えば株式会社の中の株主）が該当する。投票する人の実際の力に対するその人の投票数を測るのに使われたりする。その人の持つ投票の力を示す指数としてシャープレイ＝シュービック投票力指数やバンザフ指数などがある。

## 例
ある会社で3人の株主がそれぞれ 4票、3票、2票の投票権を持つとする。つまり、それぞれの人の投票には4、3、2の重みがついている。投票する人の実際の力が正確に反映されるかを考える。絶対多数決で、議題が採用されるのには必ず5票以上必要となる。そのため投票で勝つためには少なくと2人以上の人に投票されなければならない。勝つための組み合せは、(4,3)、(4,2)、(3,2)、(4,3,2)である。それぞれの人の投票の力を適切にはかる上で、勝つための組み合せが重要である。それぞれの人に対して、勝つ組合せの中で、その人の投票によって負ける状況に変わるものの数を数える。この数のことを、バンザフ指数という。したがって、4票を持つ株主の場合、（4,3) と (4,2) から4票を取ると総票が5票未満になるので、負けることになる。よって、4票を持つ株主のバンザフ指数は2である。同様にして3票と2票を持つ株主のバンザフ指標も2である。4票を持つ人は2票の人の2倍の票数を持っているが、彼らは同じ投票の力である。